# Aarne Laine
Aarne Oskari Laine (Iisalmi, Finlandia Oriental, Finlandia; 15 de marzo de 1916-Helsinki, Finlandia Meridional, Finlandia; 5 de diciembre de 1990) fue un actor y director finlandés. 

## Biografía
Su nombre completo era Aarne Oskari Laine, y nació en Iisalmi, Finlandia, siendo el más joven de los hijos de Heikki y Anna Laineen. Era hermano del director y actor Edvin Laine.  
En sus inicios se dedicó al comercio y al periodismo, pero hubo de participar en la Guerra de Continuación en 1944. Finalizada la contienda hubo de dedicarse a la actuación para mantener a su familia. Gracias a su hermano Edvin, pudo trabajar en Kymi, en el Työväen Yhteisteatterin. Posteriormente Laine actuó en el Kaupunginteatteri de Kotka, en el Helsingin Kansanteatteri-Työväenteatteri, en el Teatro nacional de Finlandia, en el Teatro de Verano de Pyyniki, y en el Teatro Radiofónico. 
Laine hizo su primer papel en el cine en la película de 1945 Nokea ja kultaa. Actuó a menudo en películas dirigidas por su hermano, y en ocasiones fue ayudante de dirección en las mismas. Otro director con el que actuó de manera frecuente fue Aarne Tarkas.
El primer gran papel de Laine, el de rey, llegó con la película Prinsessa Ruusunen (1949). Hizo un total de más de ochenta papeles, tanto cinematográficos como televisivos, aunque la mayor parte fueron de reparto y corta duración. Sus actuaciones más destacadas tuvieron lugar en las películas Tuntematon sotilas y Sven Tuuva. En Täällä Pohjantähden alla (1968) hizo el papel de anfitrión, y trabajó con su hijo Jussi Laine. La última cinta de Laine fue Akallinen mies (1986). 
Aarne Laine falleció en Helsinki en diciembre de 1990, a los 74 años de edad, a causa de un cáncer de próstata.

## Filmografía

### Director
- 1954: Kasarmin tytär
- 1955: Veteraanin voitto  (con Edvin Laine)
- 1955: Kukonlaulusta kukonlauluun
- 1957: Vääpeli Mynkhausen
- 1958: Murheenkryynin poika

### Ayudante de dirección
- 1954: Kunnioittaen
- 1954: Niskavuoren Aarne
- 1955: Tuntematon sotilas

### Actor
- 1945: Nokea ja kultaa
- 1945: Kirkastuva sävel
- 1947: Pikku-Matti maailmalla
- 1948: Onnen-Pekka
- 1948: Laulava sydän
- 1948: Laitakaupungin laulu
- 1948: Irmeli, seitsentoistavuotias
- 1948: Kalle Aaltosen morsian
- 1949: Pontevat pommaripojat
- 1949: Prinsessa Ruusunen
- 1949: Ruma Elsa
- 1949: Katupeilin takana
- 1949: Aaltoska orkaniseeraa
- 1950: Professori Masa
- 1950: Hallin Janne
- 1950: Ratavartijan kaunis Inkeri
- 1950: Rakkaus on nopeampi Piiroisen pässiäkin
- 1950: Tapahtui kaukana
- 1950: Isäpappa ja keltanokka
- 1950: Tanssi yli hautojen
- 1951: Ylijäämänainen
- 1951: Rovaniemen markkinoilla
- 1952: Yhden yön hinta
- 1952: Suomalaistyttöjä Tukholmassa
- 1952: Niskavuoren Heta
- 1952: Kuollut mies kummittelee
- 1953: Varsovan laulu
- 1953: Pekka Puupää kesälaitumilla
- 1954: Niskavuoren Aarne
- 1954: Kaksi vanhaa tukkijätkää
- 1954: Kunnioittaen
- 1955: Rakas lurjus
- 1955: Tuntematon sotilas
- 1955: Pekka ja Pätkä puistotäteinä
- 1955: Ryysyrannan Jooseppi
- 1957: Niskavuori taistelee
- 1957: Musta rakkaus
- 1958: Sven Tuuva
- 1959: Vatsa sisään, rinta ulos!
- 1959: Pekka ja Pätkä mestarimaalareina
- 1959: Ei ruumiita makuuhuoneeseen
- 1959: Kovaa peliä Pohjolassa
- 1959: Taas tapaamme Suomisen perheen
- 1960: Skandaali tyttökoulussa
- 1960: Pekka ja Pätkä neekereinä
- 1960: Kankkulan kaivolla
- 1960: Opettajatar seikkailee
- 1960: Myöhästynyt hääyö
- 1961: Miljoonavaillinki
- 1961: Oksat pois...
- 1962: Pinsiön parooni
- 1962: Hän varasti elämän
- 1962: Naiset, jotka minulle annoit
- 1962: Pikku Suorasuu
- 1963: Turkasen tenava!
- 1963: Jengi
- 1963: Totuus on armoton
- 1968: Täällä Pohjantähden alla
- 1973: Pohjantähti
- 1973: Meiltähän tämä käy
- 1976: Luottamus
- 1977: Viimeinen savotta
- 1983: Kolmetoista mehiläistä
- 1983: Akaton mies
- 1986: Akallinen mies